# Вудлон-Парк (Кентуккі)
Вудлон-Парк (англ. Woodlawn Park) — місто (англ. city) в США, в окрузі Джефферсон штату Кентуккі. Населення — 947 осіб (2020).

## Географія
Вудлон-Парк розташований за координатами 38°15′41″ пн. ш. 85°37′51″ зх. д. / 38.26139° пн. ш. 85.63083° зх. д. (38.261427, -85.630727).  За даними Бюро перепису населення США в 2010 році місто мало площу 0,63 км², уся площа — суходіл.

## Демографія
Згідно з переписом 2010 року, у місті мешкали 942 особи в 421 домогосподарстві у складі 277 родин. Густота населення становила 1501 особа/км².  Було 432 помешкання (689/км²).
Расовий склад населення:
| - 94,6 % — білих - 2,1 % — чорних або афроамериканців - 1,0 % — азіатів |

До двох чи більше рас належало 2,1 %. Частка іспаномовних становила 1,8 % від усіх жителів.
За віковим діапазоном населення розподілялося таким чином: 17,7 % — особи молодші 18 років, 64,5 % — особи у віці 18—64 років, 17,8 % — особи у віці 65 років та старші. Медіана віку мешканця становила 45,9 року. На 100 осіб жіночої статі у місті припадало 95,4 чоловіків;  на 100 жінок у віці від 18 років та старших — 92,3 чоловіків також старших 18 років.
Середній дохід на одне домашнє господарство  становив 82 568 доларів США (медіана — 68 750), а середній дохід на одну сім'ю — 89 334 долари (медіана — 81 042). Медіана доходів становила 62 083 долари для чоловіків та 53 125 доларів для жінок. За межею бідності перебувало 5,9 % осіб, у тому числі 9,9 % дітей у віці до 18 років та 1,1 % осіб у віці 65 років та старших.
Цивільне працевлаштоване населення становило 492 особи. Основні галузі зайнятості: освіта, охорона здоров'я та соціальна допомога — 26,8 %, мистецтво, розваги та відпочинок — 15,9 %, науковці, спеціалісти, менеджери — 11,0 %, роздрібна торгівля — 10,6 %.